# Rock Hill Rocks Open 2012
Il Rock Hill Rocks Open 2012 è stato un torneo di tennis facente parte della categoria ITF Women's Circuit nell'ambito dell'ITF Women's Circuit 2012. Il torneo si è giocato a Rock Hill (Carolina del Sud) negli Stati Uniti dal 15 al 21 ottobre 2012 su campi in cemento e aveva un montepremi di $25,000.

## Vincitori

### Singolare
Rebecca Marino ha battuto in finale  Sharon Fichman con il punteggio di 3–6, 7–6(5), 6–2

### Doppio
Jacqueline Cako /  Natalie Pluskota hanno battuto in finale  Chieh-Yu Hsu /  Chichi Scholl con il punteggio di 6–2, 6–3